# Drumul european E25
Drumul european E25 este un drum de referință nord-sud, care pornește de la Hoek van Holland în Olanda și se termină la Palermo, în Sicilia, trecând prin Belgia, Luxemburg, nord-estul Franței, vestul Elveției, cu porțiuni prin Corsica și Sardinia.

## Traseu și drumuri locale
- Țările de Jos
  -   N220  Hoek van Holland–Maasdijk
  -  Maasdijk–Gouda
  -  Gouda–Utrecht
  -  Utrecht–Eijsden/Visé
- Belgia
  - A25 Visé–Liège
  - A26 Liège–Neufchâteau
  - A4 Neufchâteau–Arlon/Kleinbettingen
- Luxemburg
  -   A6  Kleinbettingen–Luxemburg
  -   A3  Luxemburg–Dudelange/Kanfen
- Franța
  -   A6  Kanfen–Metz
  -   A4  Metz–Strasbourg
  -   A35    N83  Strasbourg–Saint-Louis/Basel
- Elveția
  -  Basel (Euroaeroport–Tierpark)
  -  Basel–Egerkingen
  -  Egerkingen–Geneva/Saint-Julien-en-Genevois
- Franța
  -   A40  Saint-Julien-en-Genevois–Saint-Gervais-les-Bains
  -   N205  Saint-Gervais-les-Bains–Chamonix-Mont Blanc/Courmayeur
- Italia
  -  Courmayeur–Ivrea
  -   Ivrea–Santhia
  -  Santhia–Voltri
  -  Voltri–Genova
  -  Genova–Bastia
- Franța
  -   N193  Bastia–Vescovato
  -   N193  Vescovato–Bonifacio
- Italia
  -  Porto Torres–Cagliari
  -  Cagliari–Palermo